# Historisk museum

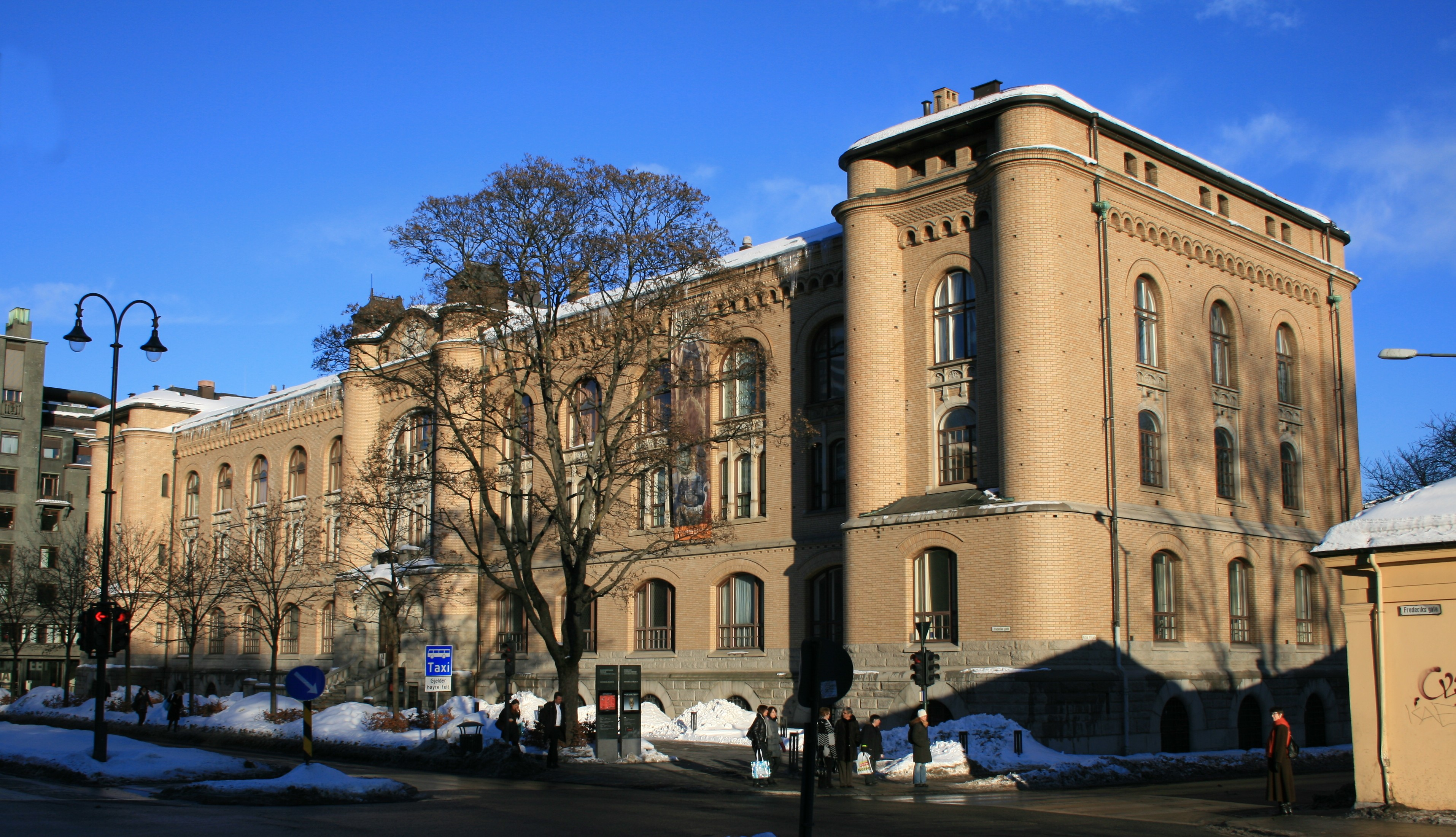
Historisk museum.

Historisk museum är en museibyggnad på Tullinlökka i Oslo, Norge. Museet öppnade för allmänheten 1904
Historisk museum har aldrig varit någon egen museiverksamhet, utan en museibyggnad för de tre museerna Oldsaksamlingen (med Vikingskipshuset), Myntkabinettet og Etnografisk museum, vilka slogs samman 1999 till en organisation och sedan 2004 går under namnet Kulturhistorisk museum.